# Europejska Nagroda Muzyczna MTV dla najlepszego holenderskiego i belgijskiego wykonawcy
Europejska Nagroda Muzyczna MTV dla najlepszego holenderskiego i belgijskiego wykonawcy – nagroda przyznawana przez redakcję MTV Holandia podczas corocznego rozdania MTV Europe Music Awards. Nagrodę dla najlepszego holenderskiego wykonawcy po raz pierwszy przyznano w 2000 r. Od 2004 r. nominowani są także artyści belgijscy. O zwycięstwie decydują widzowie za pomocą głosowania internetowego i telefonicznego (smsowego).

## Nominowani i zwycięzcy

### 2000
- Kane
  - Anouk
  - Bløf
  - Krezip

### 2001
- Kane
  - Anouk
  - Bastian
  - Brainpower
  - Johan

### 2002
- Brainpower
  - Di-Rect
  - Kane
  - Sita
  - Tiësto

### 2003
- Tiësto
  - Beef
  - Bløf
  - Junkie XL
  - Kane

### 2004
- Kane
  - Novastar
  - The Sheer
  - Soulwax
  - Tiësto

### 2005
- Anouk
  - Kane
  - Gabriel Ríos
  - Soulwax
  - Within Temptation

### 2006
- Anouk
  - Deus
  - Kane
  - Pete Philly and Perquisite
  - Gabriel Ríos

### 2007
- Within Temptation
  - Goose
  - Opgezwolle
  - Gabriel Ríos
  - Tiësto

### 2008
- De Jeugd van Tegenwoordig
  - Alain Clark
  - Kraak & Smaak
  - Pete Philly & Perquisite
  - Room Eleven

### 2009
- Esmée Denters
  - The Black Box Revelation
  - Alain Clark
  - Fedde le Grand
  - Milow

### 2010
- Caro Emerald
  - The Opposites
  - Stromae
  - The Van Jets
  - Waylon